# Xã Lockhart, Quận Norman, Minnesota
Xã Lockhart (tiếng Anh: Lockhart Township) là một xã thuộc quận Norman, tiểu bang Minnesota, Hoa Kỳ. Năm 2010, dân số của xã này là 50 người.